# Probezzia fiscipennis
Probezzia fiscipennis är en tvåvingeart som beskrevs av Wirth 1971. Probezzia fiscipennis ingår i släktet Probezzia och familjen svidknott. Inga underarter finns listade i Catalogue of Life.